# Museo retico (Coira)
Il Museo Retico (in lingua retoromanza: Museum retic; in tedesco: Rätische Museum) è un'istituzione che si trova nel centro storico della città ed è noto anche come Museo storico dei Grigioni. Il Museo Retico espone 100.000 reperti di tutte le epoche della storia culturale dei Grigioni ed è di proprietà del cantone omonimo..

## Storia
La casa patrizia barocca in cui è ospitato il museo fu costruita nel 1675 da Paul von Buol-Strassberg. Il barone imperiale era un membro della classe dirigente dello Stato libero delle Tre Leghe.
Il museo fu fondato alla fine del XIX secolo in relazione alla crescente emigrazione di beni culturali di valore. L'avvocato, storico e politico Peter Conradin von Planta istituì una fondazione a favore di un "Museo grigionese della scienza e dell'arte". Anche Andreas Rudolf von Planta era uno dei membri fondatori. L'8 giugno 1872 il museo fu inaugurato al piano terra della Casa di Buol. Inizialmente comprendeva una biblioteca, una collezione di storia naturale e una collezione di antichità. La collezione di antichità non viene più mantenuta. Essa e tutti gli altri reperti del museo non più rilevanti per le mostre sono conservati nel deposito dei beni culturali di Haldenstein.
La collezione sulla storia dei Grigioni comprende quasi 100.000 oggetti, di cui circa un decimo è esposto nella Casa di Buol. L'"Oggetto del mese" è una rubrica che ha lo scopo di fornire una panoramica della collezione del Museo Retico. Essa consiste nella presentazione di un determinato oggetto della collezione all'interno del Museo Retico.

## Mostre permanenti
Ciascuno dei tre piani ospita una mostra permanente. Le aree tematiche attuali sono
- Piano seminterrato: Archeologia "Reperti e ritrovamenti";
- 1° piano: "Potere e politica";
- 2° piano: "Pane e lavoro";
- 3° piano: "Fede e conoscenza".

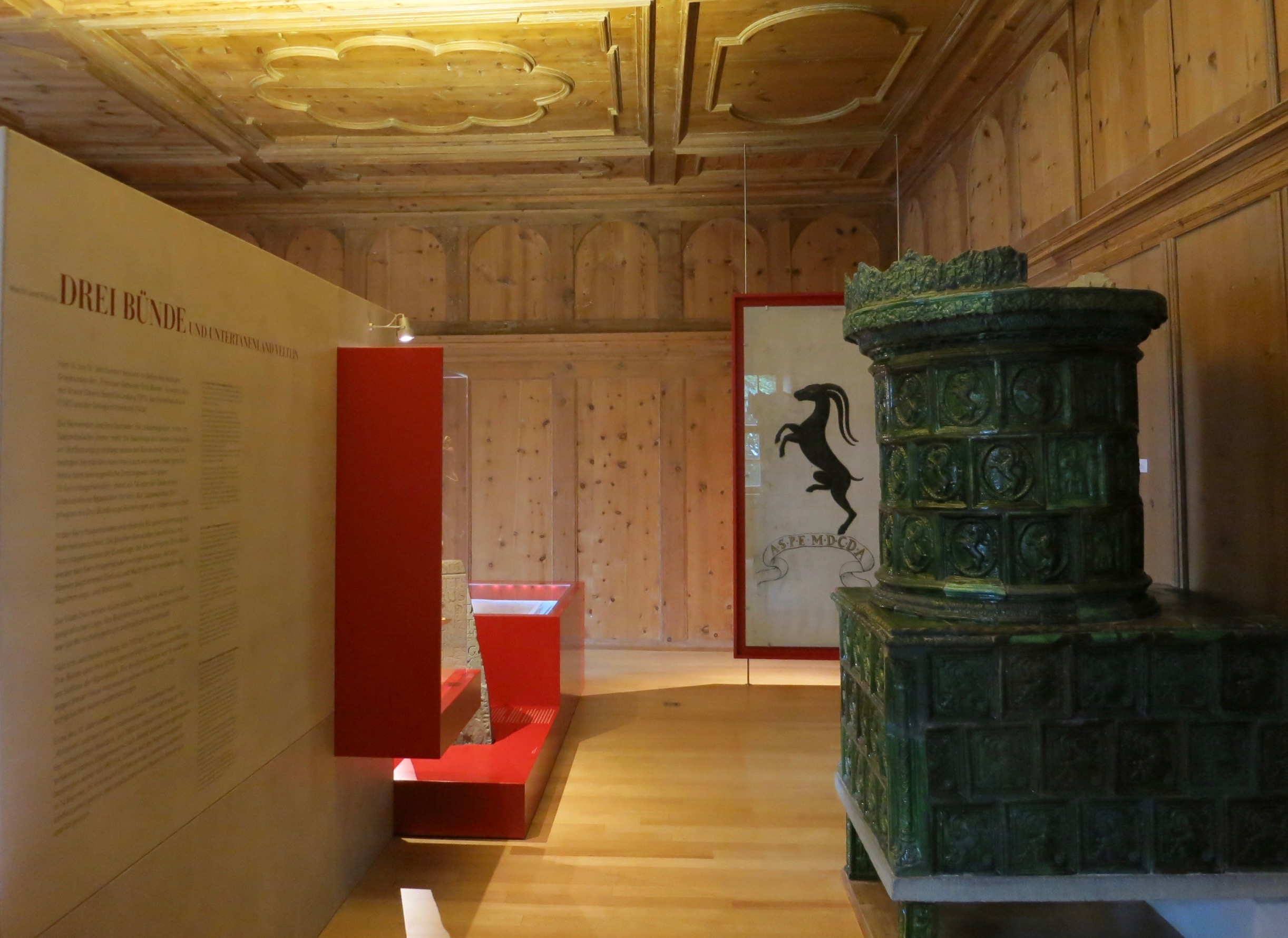
1. Obergeschoss
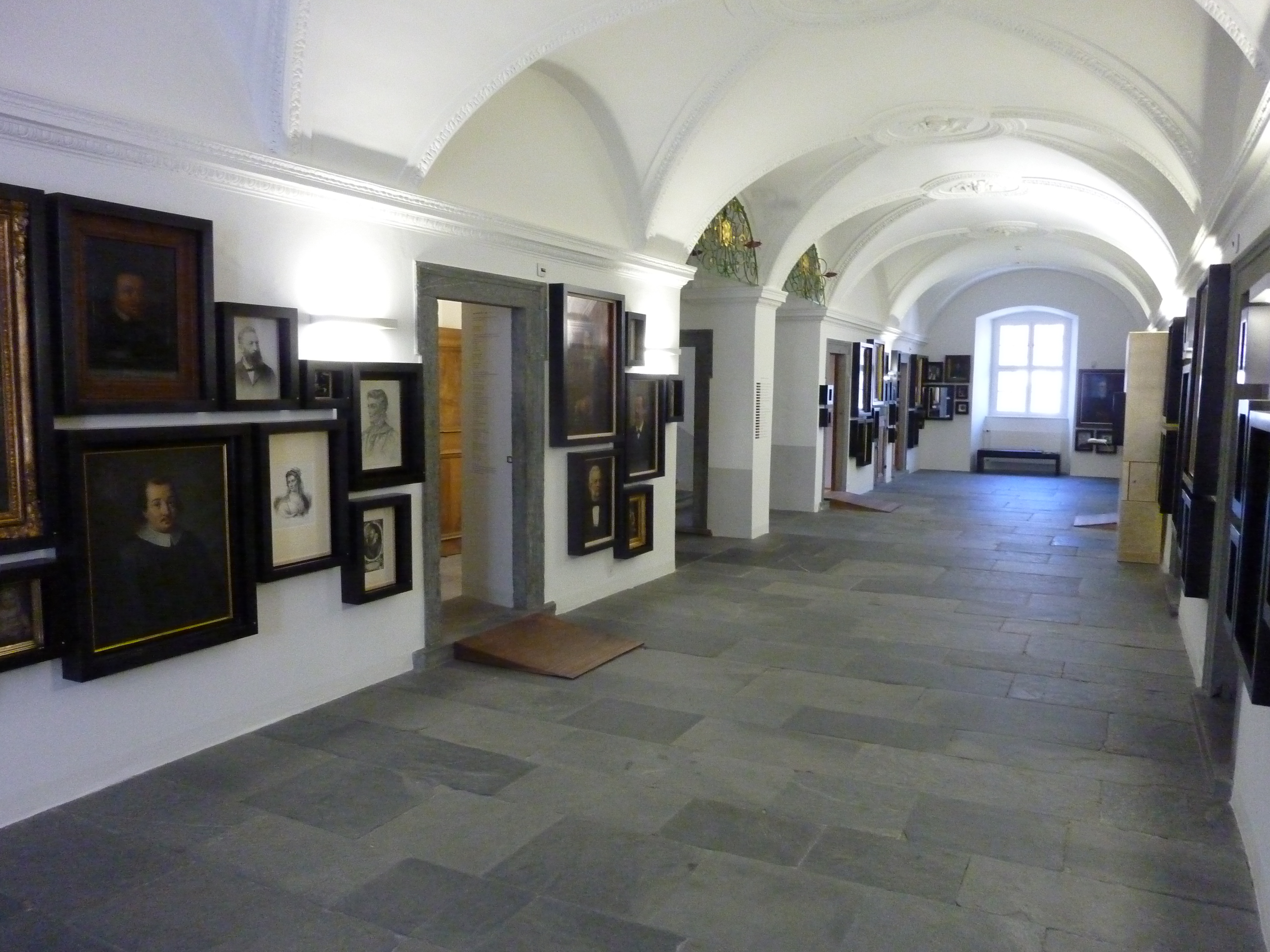
1º Piano
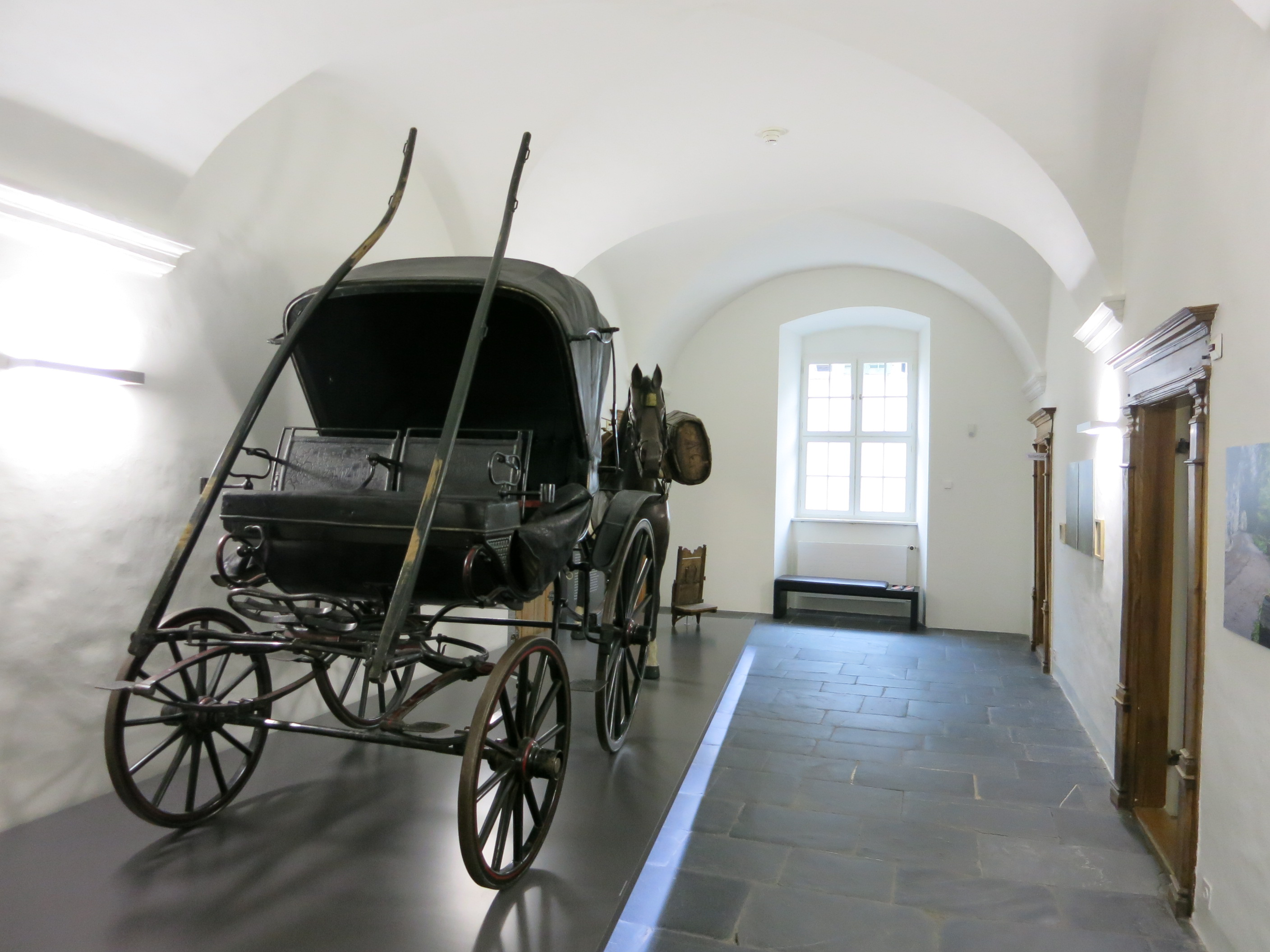
2º Piano
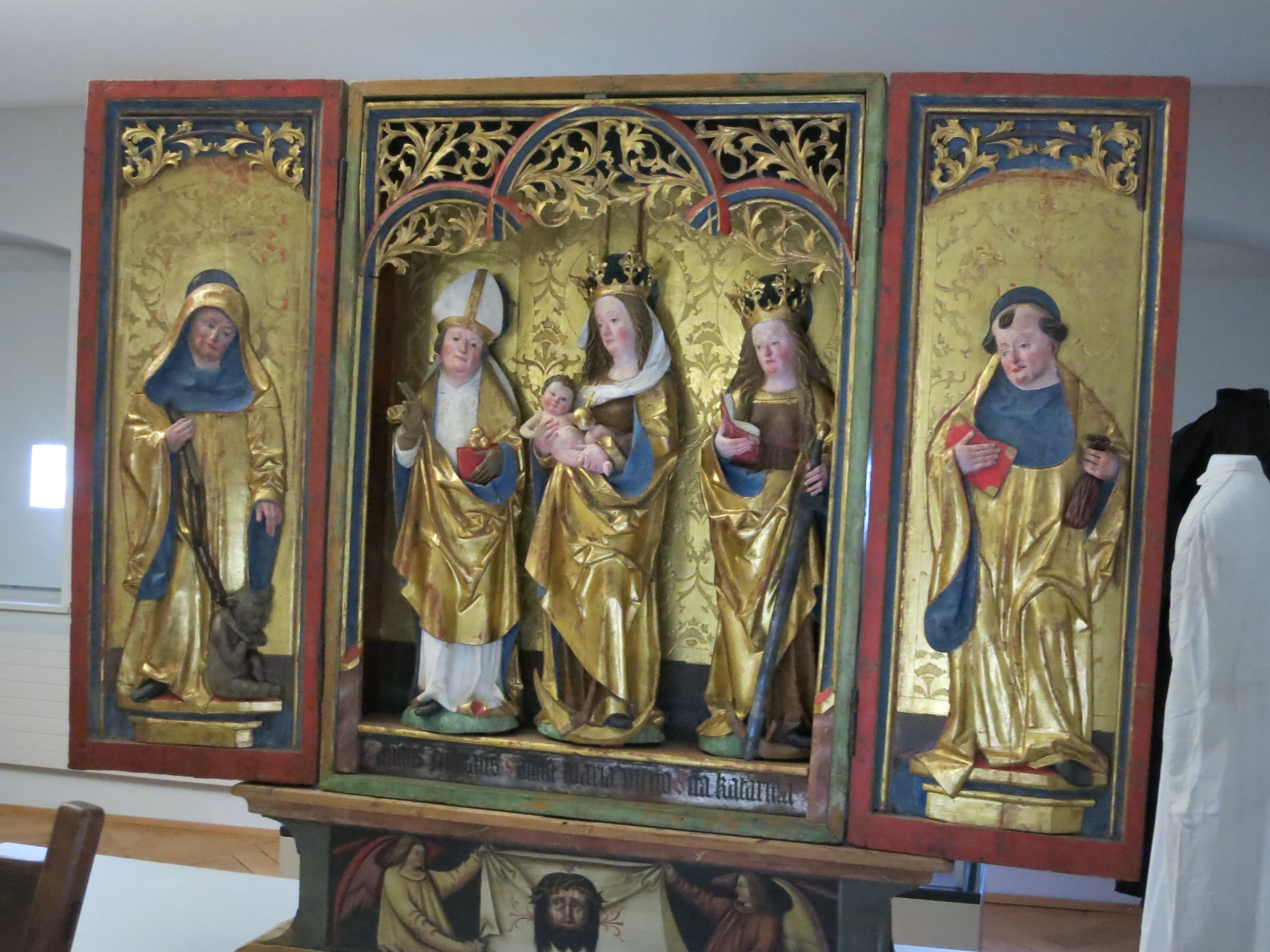
3º Piano (altare di Ivo Strigel)
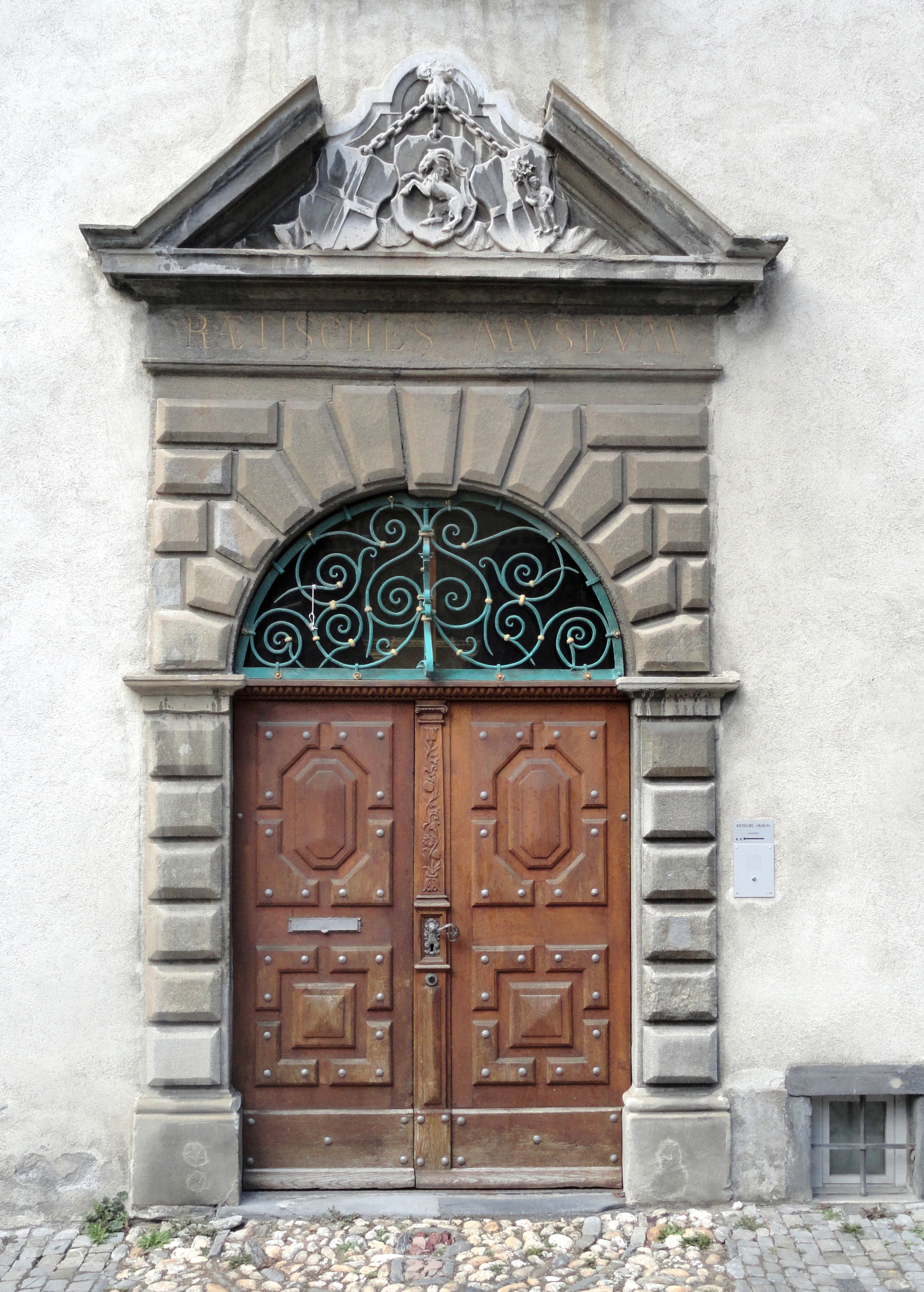
Ingresso laterale superiore

## Mostre speciali
- 2016: “L'Enrico blu”. Aria di montagna e recupero. Come i malati di tubercolosi hanno aiutato i due villaggi di montagna di Arosa e Davos a raggiungere la fama mondiale
- 2017: "Chiamata di Jenatsch";
- 2018: "Il fondo". 50 anni del Servizio archeologico dei Grigioni;
- 2018: "Medico delle erbe - Kabispater (Thomas Häberle)". Guarire con le piante nei Grigioni;
- 2019: "Laterna Magica". L'arte della proiezione;
- 2019: "Le piastrelle di Lötscher". Gli scalpellini di St. Antönien;
- 2019: "Penna e corno di becco". Manoscritti antichi dei Grigioni;
- 2020/21: "Dimenticati dalla felicità". Misure assistenziali forzate nei Grigioni;
- 2021: Viaggiare nel XIX secolo con Johann Coaz;
- 2022: "Mercenari" - I Grigioni al servizio degli stranieri.

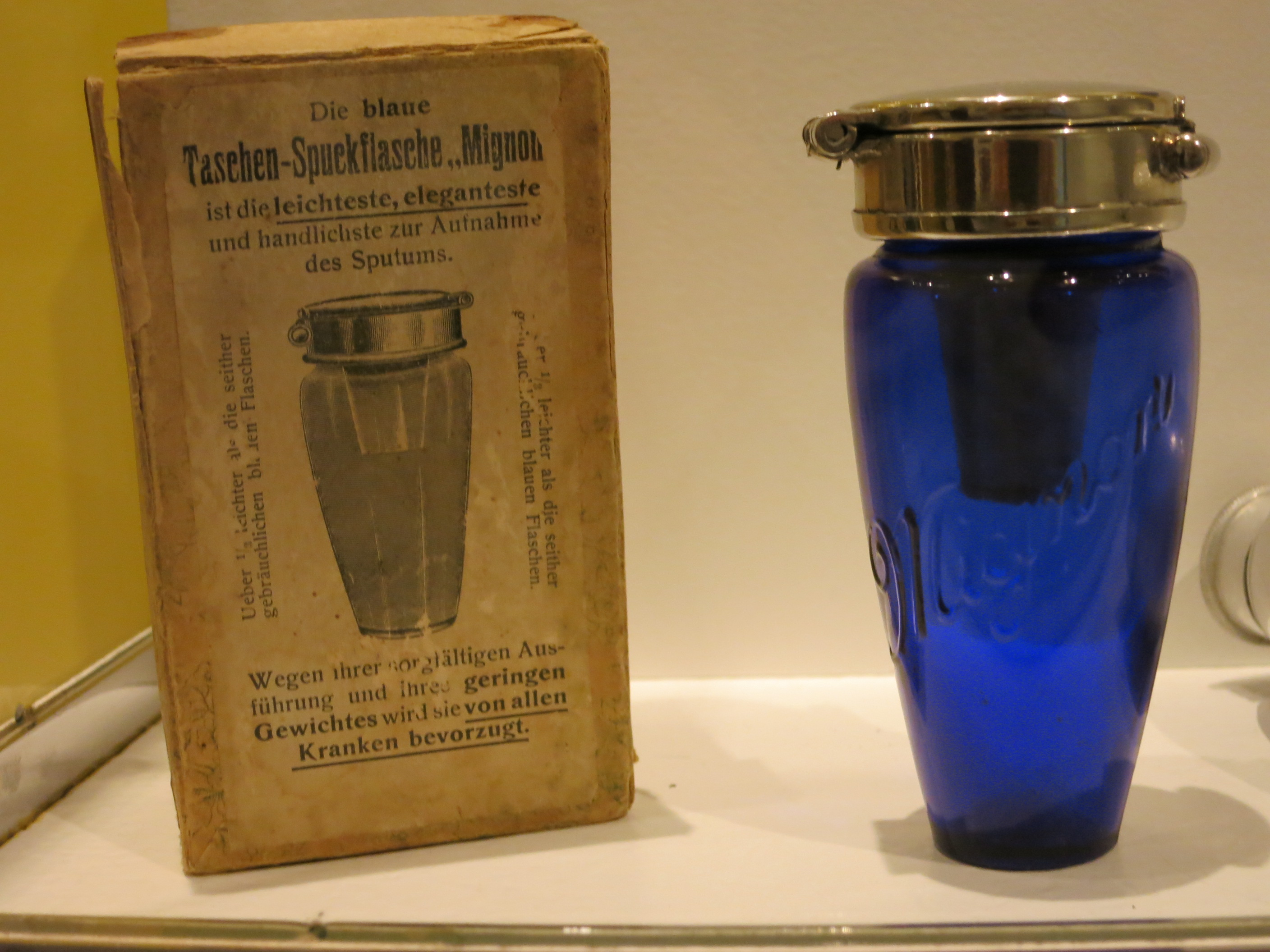
Sputacchiera Blauer Heinrich
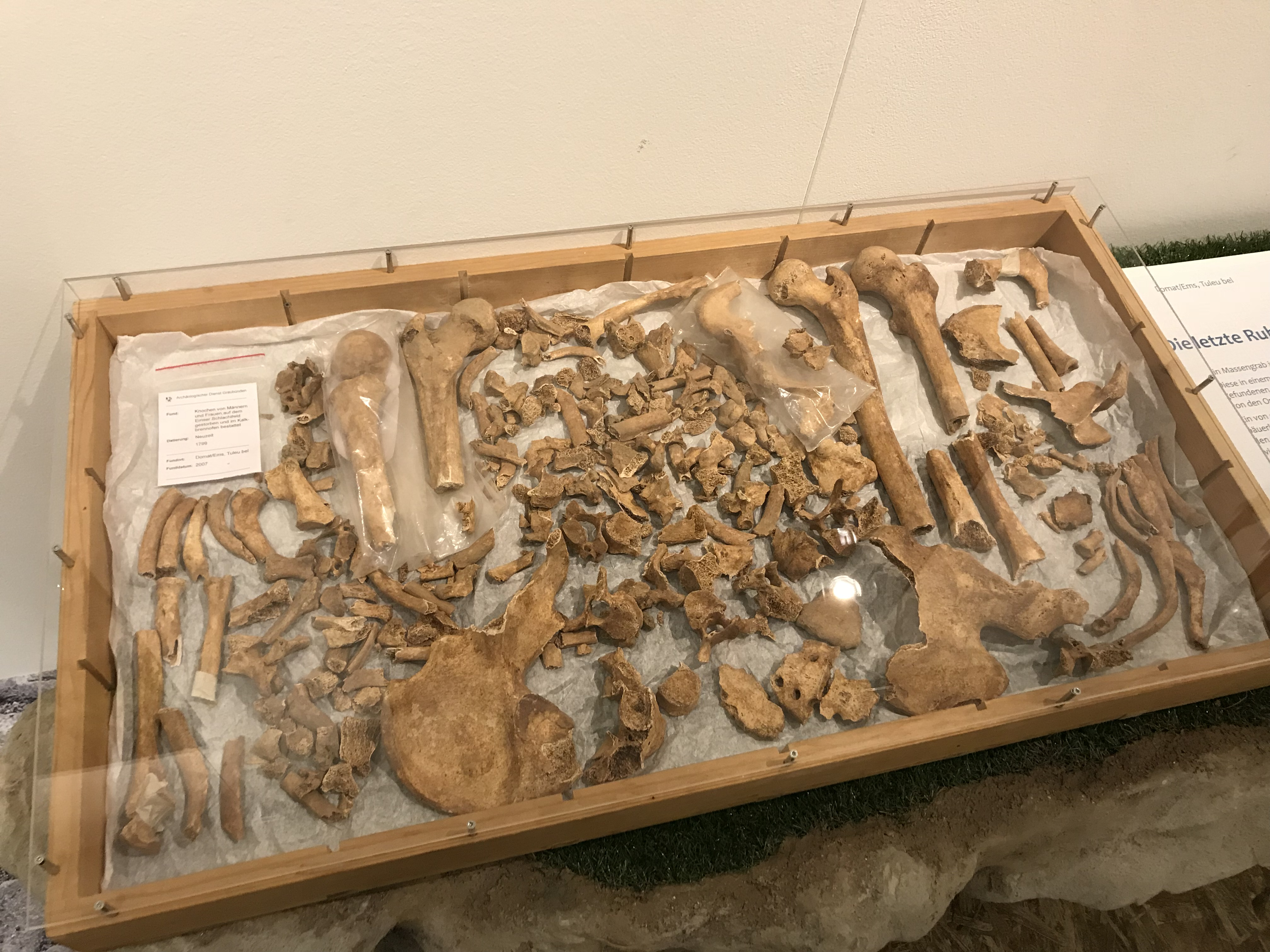
Fossa comune a Domat/Ems
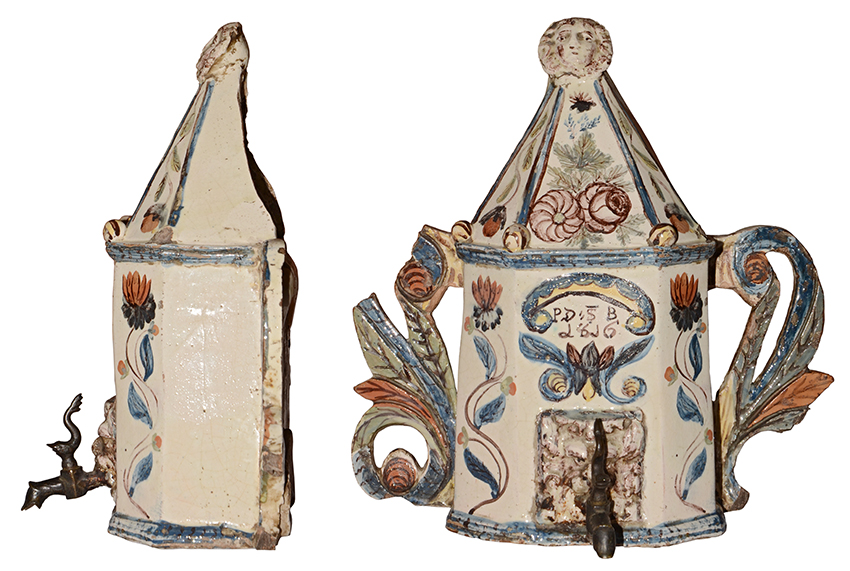
Fontana a parete dipinta da Peter o Andreas Lötscher il Vecchio, 1816
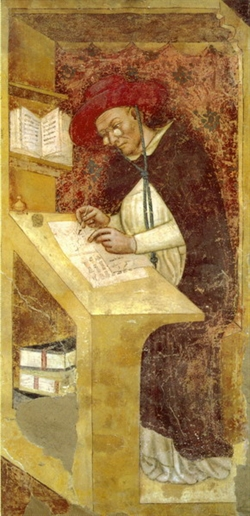
Penna a penna d'oca e calamaio